# Dyskografia Sanny Nielsen
Dyskografia Sanny Nielsen – szwedzkiej piosenkarki, składa się z dziesięciu albumów studyjnych (w tym pięć albumów świątecznych), dwóch albumów kompilacyjnych, dwóch minialbumów, dwudziestu dziewięciu singli oraz trzech teledysków.
Sanna Nielsen zadebiutowała na rynku fonograficznym w 1996 roku albumem studyjnym Silvertoner, mając wtedy zaledwie 12 lat. Płyta znalazła się na 55. miejscu na oficjalnej szwedzkiej liście sprzedaży. Rok później wokalistka wydała album świąteczny Min önskejul. Następne wydawnictwo piosenkarki – Nära mej, nära dej – ukazało się 9 lat później i dotarło do 12. miejsca na liście sprzedaży. Przełomem w karierze Nielsen okazała się płyta Stronger, na której po raz pierwszy został zgromadzony materiał w języku angielskim. Album był notowany na 1. miejscu na liście najlepiej sprzedających się wydawnictw w Szwecji i uzyskał certyfikat złotej płyty za sprzedaż w nakładzie przekraczającym 20 tysięcy sztuk. W przeciągu kolejnych dwóch lat Nielsen współpracowała z dwiema innymi szwedzkimi wokalistkami – Shirley Clamp i Sonją Aldén, czego efektem były 2 wspólne albumy świąteczne: Our Christmas (2008) oraz Vår jul (2010), którym przyznano za sprzedaż odpowiednio platynowy i złoty certyfikat. W 2011 roku ukazała się kolejna płyta piosenkarki zatytułowana I’m in Love (3. miejsce na liście sprzedaży). Następnymi wydawnictwami artystki były płyty: Vinternatten (2012) oraz Min jul (2013), która to sprzedała się w ponad 40 tysiącach egzemplarzy i otrzymała status platynowej. W 2014 roku wokalistka wydała swój dziesiąty album studyjny – 7, który znalazł się na 1. miejscu na szwedzkiej liście sprzedaży.
Spośród singli piosenkarki największy sukces komercyjny odniosły: wydany w 2008 roku „Empty Room”, który uzyskał status platynowego oraz singel „Undo” z 2014 roku, zdobywając złoty certyfikat.
Albumy Nielsen zostały sprzedane w sumie w ponad 100 tysiącach egzemplarzy, a single w 40 tysiącach.

## Albumy studyjne
| Rok                                                     | Dane dot. albumu | Najwyższe pozycje na liście | Certyfikat             | Sprzedaż       |
| Rok                                                     | Dane dot. albumu | SWE                         | Certyfikat             | Sprzedaż       |
| ------------------------------------------------------- | --- | --------------------------- | ---------------------- | -------------- |
| 1996                                                    | Silvertoner - Wydany: 21 września 1996 - Wytwórnia: Gazell Music - Format: CD, digital download                                                  | 55                          |                        |                |
| 1997                                                    | Min önskejul - Wydany: 1997 - Wytwórnia: Gazell Music - Format: CD, digital download                                                             | –                           |                        |                |
| 2006                                                    | Nära mej, nära dej - Wydany: 15 lutego 2006 - Wytwórnia: Lionheart International - Format: CD, digital download                                  | 12                          |                        |                |
| 2008                                                    | Stronger - Wydany: 16 kwietnia 2008 - Wytwórnia: Lionheart International - Format: CD, digital download                                          | 1                           | - SWE: złota płyta     | - SWE: 20 000+ |
| 2008                                                    | Our Christmas (oraz Shirley Clamp i Sonja Aldén) - Wydany: 19 listopada 2008 - Wytwórnia: Lionheart International - Format: CD, digital download | 1                           | - SWE: platynowa płyta | - SWE: 40 000+ |
| 2010                                                    | Vår jul (oraz Shirley Clamp i Sonja Aldén) - Wydany: 3 listopada 2010 - Wytwórnia: Lionheart International - Format: CD, digital download        | 6                           | - SWE: złota płyta     | - SWE: 20 000+ |
| 2011                                                    | I’m in Love - Wydany: 2 marca 2011 - Wytwórnia: Lionheart International - Format: CD, digital download                                           | 3                           |                        |                |
| 2012                                                    | Vinternatten - Wydany: 21 listopada 2012 - Wytwórnia: EMI - Format: CD, digital download                                                         | 5                           |                        |                |
| 2013                                                    | Min jul - Wydany: 4 listopada 2013 - Wytwórnia: Parlophone - Format: CD, digital download                                                        | –                           | - SWE: platynowa płyta | - SWE: 40 000+ |
| 2014                                                    | 7 - Wydany: 30 czerwca 2014 - Wytwórnia: Parlophone - Format: CD, digital download                                                               | 1                           |                        |                |
| „–” oznacza, że album nie był notowany na danej liście. | |                             |                        |                |

## Albumy kompilacyjne
| Rok                                                     | Dane dot. albumu                                                                                       | Najwyższe pozycje na liście |
| Rok                                                     | Dane dot. albumu                                                                                       | SWE                         |
| ------------------------------------------------------- | --- | --------------------------- |
| 2007                                                    | Sanna 11-22 - Wydany: 7 marca 2007 - Wytwórnia: Lionheart International - Format: CD, digital download | 19                          |
| 2014                                                    | 16 bästa - Wydany: 9 kwietnia 2014 - Wytwórnia: Lionheart International - Format: CD                   | –                           |
| „–” oznacza, że album nie był notowany na danej liście. | |                             |

## Minialbumy
| Rok  | Dane dot. albumu                                                                      |
| ---- | ------------------------------------------------------------------------------------- |
| 2001 | Sanna Nielsen - Wydany: 2001 - Wytwórnia: Gazell Music - Format: CD, digital download |
| 2014 | Undo - Wydany: 23 lutego 2014 - Wytwórnia: Parlophone - Format: CD, digital download  |

## Single
| Rok                                                      | Tytuł                                                           | Najwyższe pozycje na listach | Najwyższe pozycje na listach | Najwyższe pozycje na listach | Najwyższe pozycje na listach | Najwyższe pozycje na listach | Najwyższe pozycje na listach | Najwyższe pozycje na listach | Najwyższe pozycje na listach | Najwyższe pozycje na listach | Najwyższe pozycje na listach | Najwyższe pozycje na listach | Certyfikat     | Sprzedaż       | Album              |
| Rok                                                      | Tytuł                                                           | SWE                          | AUS                          | AUT                          | BEL                          | DEN                          | FRA                          | GER                          | IRE                          | NL                           | SWI                          | UK                           | Certyfikat     | Sprzedaż       | Album              |
| -------------------------------------------------------- | --------------------------------------------------------------- | ---------------------------- | ---------------------------- | ---------------------------- | ---------------------------- | ---------------------------- | ---------------------------- | ---------------------------- | ---------------------------- | ---------------------------- | ---------------------------- | ---------------------------- | -------------- | -------------- | ------------------ |
| 1996                                                     | „Till en fågel”                                                 | 46                           | –                            | –                            | –                            | –                            | –                            | –                            | –                            | –                            | –                            | –                            |                |                | Silvertoner        |
| 1997                                                     | „Där bor en sång”                                               | –                            | –                            | –                            | –                            | –                            | –                            | –                            | –                            | –                            | –                            | –                            |                |                | Min önskejul       |
| 1998                                                     | „I Love the Summertime”                                         | –                            | –                            | –                            | –                            | –                            | –                            | –                            | –                            | –                            | –                            | –                            |                |                | Sanna Nielsen      |
| 1999                                                     | „Time to Say Goodbye”                                           | –                            | –                            | –                            | –                            | –                            | –                            | –                            | –                            | –                            | –                            | –                            |                |                | Sanna Nielsen      |
| 2000                                                     | „I Can’t Say Goodbye”                                           | –                            | –                            | –                            | –                            | –                            | –                            | –                            | –                            | –                            | –                            | –                            |                |                | Sanna Nielsen      |
| 2001                                                     | „I går, i dag”                                                  | 32                           | –                            | –                            | –                            | –                            | –                            | –                            | –                            | –                            | –                            | –                            |                |                | Sanna Nielsen      |
| 2003                                                     | „Hela världen för mig”                                          | 35                           | –                            | –                            | –                            | –                            | –                            | –                            | –                            | –                            | –                            | –                            |                |                | Sanna 11-22        |
| 2005                                                     | „Du och jag mot världen” (i Fredrik Kempe)                      | 20                           | –                            | –                            | –                            | –                            | –                            | –                            | –                            | –                            | –                            | –                            |                |                | Sanna 11-22        |
| 2005                                                     | „Vägen hem”                                                     | –                            | –                            | –                            | –                            | –                            | –                            | –                            | –                            | –                            | –                            | –                            |                |                | Nära mej, nära dej |
| 2006                                                     | „Rör vid min själ”                                              | –                            | –                            | –                            | –                            | –                            | –                            | –                            | –                            | –                            | –                            | –                            |                |                | Nära mej, nära dej |
| 2007                                                     | „Vågar du, vågar jag”                                           | 10                           | –                            | –                            | –                            | –                            | –                            | –                            | –                            | –                            | –                            | –                            |                |                | Sanna 11-22        |
| 2008                                                     | „Empty Room”                                                    | 2                            | –                            | –                            | –                            | –                            | –                            | –                            | –                            | –                            | –                            | –                            | - SWE: platyna | - SWE: 20 000+ | Stronger           |
| 2008                                                     | „Nobody Without You”                                            | 33                           | –                            | –                            | –                            | –                            | –                            | –                            | –                            | –                            | –                            | –                            |                |                | Stronger           |
| 2008                                                     | „All I Want for Christmas Is You”                               | 39                           | –                            | –                            | –                            | –                            | –                            | –                            | –                            | –                            | –                            | –                            |                |                | Our Christmas      |
| 2008                                                     | „My Grown Up Christmas List” (i Shirley Clamp oraz Sonja Aldén) | 41                           | –                            | –                            | –                            | –                            | –                            | –                            | –                            | –                            | –                            | –                            |                |                | Our Christmas      |
| 2009                                                     | „I Can Catch the Moon”                                          | –                            | –                            | –                            | –                            | –                            | –                            | –                            | –                            | –                            | –                            | –                            |                |                | Stronger           |
| 2009                                                     | „Rätt kanal”                                                    | –                            | –                            | –                            | –                            | –                            | –                            | –                            | –                            | –                            | –                            | –                            |                |                | –                  |
| 2010                                                     | „Devotion”                                                      | 15                           | –                            | –                            | –                            | –                            | –                            | –                            | –                            | –                            | –                            | –                            |                |                | I’m in Love        |
| 2010                                                     | „Part of Me”                                                    | –                            | –                            | –                            | –                            | –                            | –                            | –                            | –                            | –                            | –                            | –                            |                |                | I’m in Love        |
| 2010                                                     | „Vår jul” (i Shirley Clamp oraz Sonja Aldén)                    | –                            | –                            | –                            | –                            | –                            | –                            | –                            | –                            | –                            | –                            | –                            |                |                | Vår jul            |
| 2011                                                     | „I’m in Love”                                                   | 32                           | –                            | –                            | –                            | –                            | –                            | –                            | –                            | –                            | –                            | –                            |                |                | I’m in Love        |
| 2011                                                     | „Can’t Stop Love Tonight”                                       | –                            | –                            | –                            | –                            | –                            | –                            | –                            | –                            | –                            | –                            | –                            |                |                | I’m in Love        |
| 2012                                                     | „Nils Holgersson”                                               | –                            | –                            | –                            | –                            | –                            | –                            | –                            | –                            | –                            | –                            | –                            |                |                | –                  |
| 2012                                                     | „Viskar ömt mitt namn”                                          | –                            | –                            | –                            | –                            | –                            | –                            | –                            | –                            | –                            | –                            | –                            |                |                | Vinternatten       |
| 2014                                                     | „Undo”                                                          | 2                            | 81                           | 12                           | 25                           | 5                            | 131                          | 32                           | 21                           | 21                           | 11                           | 40                           | - SWE: złoto   | - SWE: 20 000+ | 7                  |
| 2015                                                     | „En ton av tystnad” (i Anders Glenmark)                         | –                            | –                            | –                            | –                            | –                            | –                            | –                            | –                            | –                            | –                            | –                            |                |                | –                  |
| 2016                                                     | „Dansar bort med någon annan”                                   | –                            | –                            | –                            | –                            | –                            | –                            | –                            | –                            | –                            | –                            | –                            |                |                | –                  |
| 2017                                                     | „Inte ok”                                                       | –                            | –                            | –                            | –                            | –                            | –                            | –                            | –                            | –                            | –                            | –                            |                |                | –                  |
| 2017                                                     | „Innan du lämnar mig”                                           | –                            | –                            | –                            | –                            | –                            | –                            | –                            | –                            | –                            | –                            | –                            |                |                | –                  |
| „–” oznacza, że singel nie był notowany na danej liście. |                                                                 |                              |                              |                              |                              |                              |                              |                              |                              |                              |                              |                              |                |                |                    |

## Ścieżki dźwiękowe
| Rok  | Film                                  | Utwór             |
| ---- | ------------------------------------- | ----------------- |
| 2009 | Göta kanal 3 – Kanalkungens hemlighet | „Rätt kanal”      |
| 2011 | Nils Holgerssons underbara resa       | „Nils Holgersson” |

## Teledyski
| Rok  | Tytuł                 | Reżyseria          |
| ---- | --------------------- | ------------------ |
| 2008 | „Empty Room”          | –                  |
| 2014 | „Undo”                | Mats Udd           |
| 2017 | „Innan du lämnar mig” | Kristoffer Jansson |